# Zach Roerig
Zachary George Roerig (n. Montpelier, Ohio; 22 de febrero de 1985) es un actor, conocido por su rol de Casey Hughes en la serie As the World Turns y por interpretar a Matt Donovan en la serie de The CW, The Vampire Diaries.

## Primeros años
Zach nació en Montpelier, Ohio, hijo de Daniel y Andrea Roerig. Tiene una hermana menor llamada Emily, nacida en 1989. Asistió a una escuela de modelaje en Cleveland y participó en la Asociación Internacional de Modelos y Talentos, donde posteriormente firmó con quien sería su representante. Se graduó en la escuela secundaria Montpelier, donde jugó al fútbol y también fue luchador. Mientras crecía, Zach trabajó para su padre y abuelo en Fackler Monuments, un lugar donde hacen lápidas.

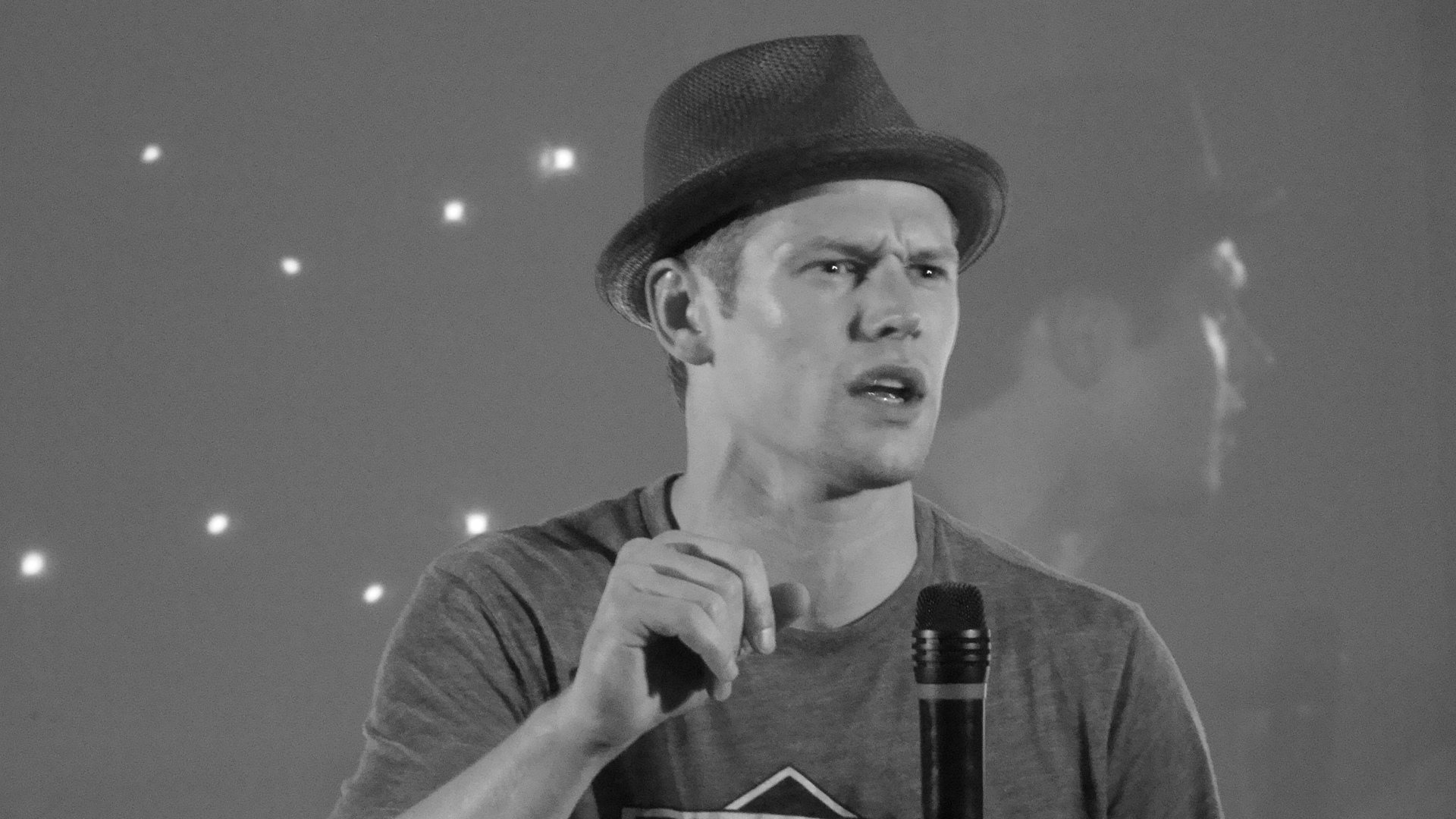
Zach Roerig

## Carrera
Zach desempeñó el papel de Casey Hughes en As the World Turns desde enero de 2005 a mayo de 2007. Después de su partida, Roerig aceptó un papel en la telenovela One Life to Live, como Hunter Atwood. Más tarde ese año, hizo un par de apariciones en el popular programa Friday Night Lights como Cash el vaquero. Interpretó a Matt Donovan en la serie The Vampire Diaries, hasta su final en el año 2017.

## Vida personal
Roerig tiene una hija, nacida en enero de 2011. En junio de 2013, Roerig presentó documentos legales en Georgia en busca de la custodia de su hija después de que su madre y exnovia, Alanna Turner, fuera encarcelada en una prisión federal.was incarcerated in a federal prison.

## Filmografía

### Cine
| Año  | Título                                   | Rol               | Notas                      |
| ---- | ---------------------------------------- | ----------------- | -------------------------- |
| 2005 | Flutter Kick                             | Jason Matthews    | Cortometraje               |
| 2007 | Tie a Yellow Ribbon                      | Joe (adolescente) |                            |
| 2008 | Assassination of a High School President | Matt Mullen       |                            |
| 2008 | Dear Me                                  | Adam              |                            |
| 2008 | Official Selection                       | Soldado americano | Cortometraje               |
| 2014 | Field of Lost Shoes                      | Jack Stanard      |                            |
| 2016 | 2BR02b                                   | Edward Wehling    | Cortometraje               |
| 2017 | Rings                                    | Carter            |                            |
| 2017 | The Year of Spectacular Men              | Mikey             |                            |
| 2018 | The Outer Wild                           | Laird             |                            |
| 2019 | The Last Full Measure                    | Ray Mott (joven)  | Elenco principal, película |

### Televisión
| Año       | Título                                                     | Rol                          | Notas                                                    |
| --------- | ---------------------------------------------------------- | ---------------------------- | -------------------------------------------------------- |
| 2004      | Law & Order                                                | Rollerblade Messenger        | Episodio: "All in the Family"                            |
| 2005–07   | As the World Turns                                         | Casey Hughes                 |                                                          |
| 2006      | Reba                                                       | Hombre en la boda            | Episodio: «Two Weddings and a Funeral»                   |
| 2006      | Split Decision                                             | Grady Love                   | Película para televisión                                 |
| 2007      | Guiding Light                                              | Alex                         | 1 episodio                                               |
| 2007      | One Life to Live                                           | Hunter Atwood                | 15 episodios                                             |
| 2008      | The Prince                                                 | Taft                         | Película para televisión                                 |
| 2008–09   | Friday Night Lights                                        | Cash                         | 6 episodios                                              |
| 2009–17   | The Vampire Diaries                                        | Matt Donovan / Ethan Maxwell | Elenco principal                                         |
| 2016      | The Originals                                              | Matt Donovan                 | Episodio: «Behind the Black Horizon»                     |
| 2017      | The Gifted                                                 | Pulse / Gus                  | 2 episodios                                              |
| 2018      | Legacies                                                   | Matt Donovan                 | 2 episodios                                              |
| 2019–2020 | Dare Me                                                    | Sarge Will Mosley            | Elenco principal                                         |
| 2021      | A Christmas to Savour                                      | James                        | Protagonista, película de TV                             |
| 2022      | Step Up: High Water                                        | Sarge Will Mosley            | Elenco recurrente 7 episodios, serie de TV (temporada 3) |
| 2023      | Love in the Great Smoky Mountains: A National Park Romance | Rob                          | Protagonista, película de TV Hallmark Channel            |